# Добри До (Подујево)
Добри До (алб. Dobërdol) је насељено место у општини Подујево, Косово и Метохија, Република Србија.

## Демографија
| Демографија | Демографија | Демографија |
| Година      | Становника  | Становника  |
| ----------- | ----------- | ----------- |
| 1948.       | 457         |             |
| 1953.       | 760         |             |
| 1961.       | 840         |             |
| 1971.       | 1.077       |             |
| 1981.       | 1.125       |             |
| 1991.       | 1.291       |             |